# Xã Pleasant Valley, Quận Hand, Nam Dakota
Xã Pleasant Valley (tiếng Anh: Pleasant Valley Township) là một xã thuộc quận Hand, tiểu bang Nam Dakota, Hoa Kỳ. Năm 2010, dân số của xã này là 23 người.